# Montreuil (Eure-et-Loir)
Montreuil é uma comuna francesa na região administrativa do Centro, no departamento Eure-et-Loir. Estende-se por uma área de 6,18 km². Em 2010 a comuna tinha 513 habitantes (densidade: 83 hab./km²).